# Derventa
Derventa (szerbül: Дервента), város és községközpont Bosznia-Hercegovinában, a Szerb Köztársaság északi régiójában. 

## Fekvése

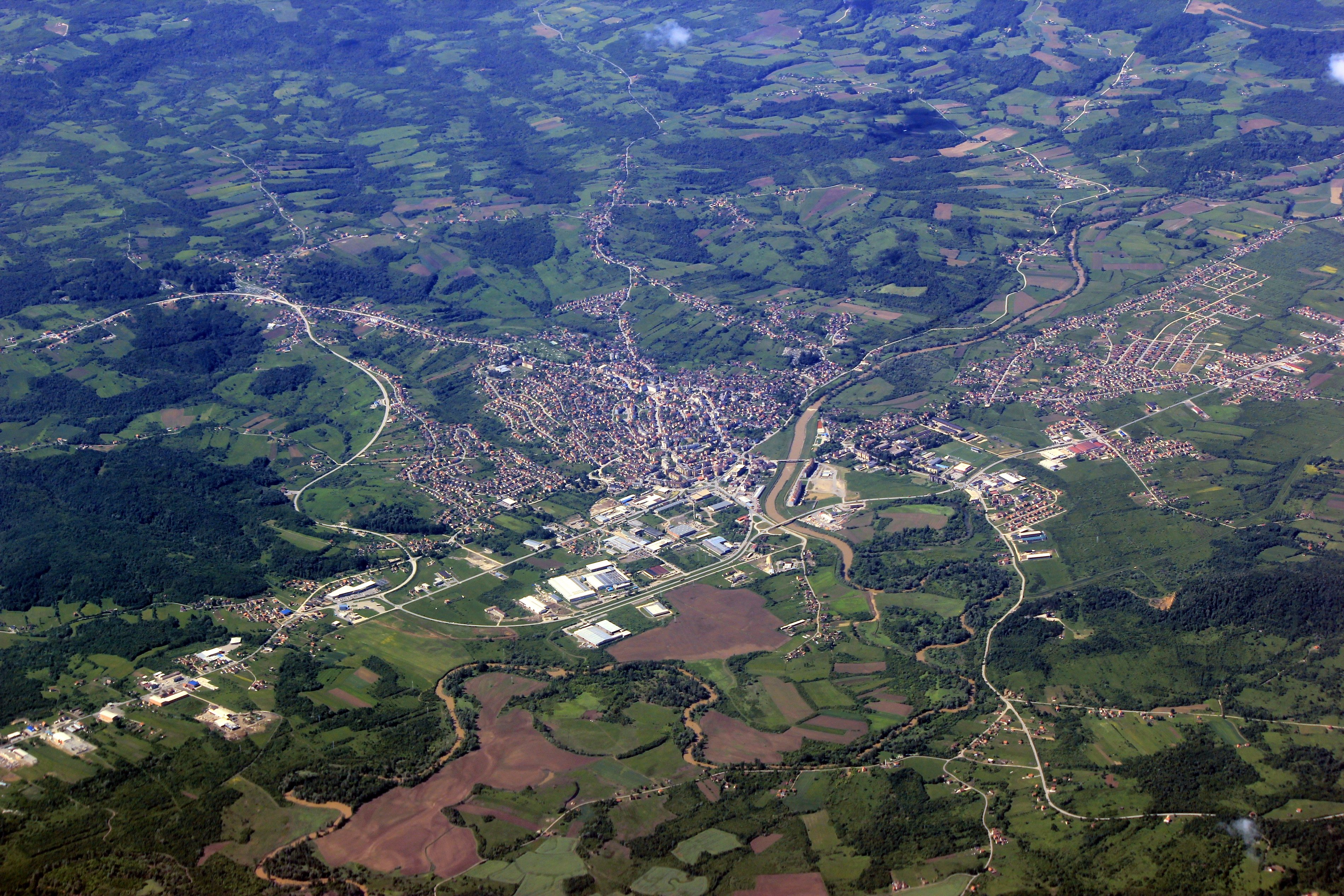
Derventa látképe

A település Bosznia-Hercegovina északi részén, Dobojtól légvonalban 30, közúton 38 km-re északnyugatra, az Ukrina-folyó jobb partján, 107-215 méteres magasságban található. Derventa község területe alacsony hegyek között húzódik: északnyugaton a Matojica, északkeleten a Vučjak és délnyugaton a Krnjin-hegység található, észak határát pedig a Száva folyó képezi, amely 10 km hosszú határt jelent a Horvát Köztársasággal. Derventa község Bosanski Brod, Modriča, Doboj, Stanari, Prnjavor és Srbac községekkel határos. Közlekedési és földrajzi szempontból Derventa község nagyon kedvező helyen, a Bosanski Brod, Bosanski Šamac, Doboj és Banja Luka felé vezető utak kereszteződésében fekszik. Derventa község területe regionális és földrajzi szempontból a Peripannon Bosznia makrorégiójához, a Posavsko-donjovrbasko-donjobosanska (Szávamentei-alsóorbászi-alsóbosznai) középrégióhoz tartozik. A terület nagy részén egy hordalékos síkság található, amelyet az oldalirányú erózió hatására a Száva-folyó és mellékfolyói hoztak létre. Ami a geológiai szerkezetet illeti, a neogén és negyedidőszaki üledékek a legdominánsabbak ezen a területen. A hordalékos síkság területét alkotják a legfiatalabb üledékek: kavics, homok és agyag. Hasonló a Vučjak dombos fennsíkjainak geológiai összetétele, ellentétben a Matojica lejtőivel, ahol az idősebb eruptív kőzetek és a gránit kerülnek előtérbe. Domborzatát tekintve ez a terület a Pannon-síkság déli széléhez tartozik. Túlnyomórészt dombos alföldi régió, amelyet különböző irányú, 200-250 méterrel tengerszint feletti magasságban lévő alacsony dombok jellemeznek. Ami a növényzetet illeti, a vörösfenyős, a tölgyes és kőrises erdők, valamint mérsékelten fűz- és nyárfaerdők jellemzik.

## Éghajlata
Éghajlatát tekintve Derventa község területén mérsékelt kontinentális éghajlat uralkodik meleg nyarakkal. Az éves átlagos levegőhőmérséklet 11 °C körül van. A januári átlaghőmérséklet -1 °C körül van, a júliusi átlaghőmérséklet pedig 22 °C. Az átlagos éves csapadékmennyiség 1000 mm körül van. 

## Népessége

### A község népessége
| Nemzetiségi csoport | Népesség 1991 | Népesség 2013 |
| ------------------- | ------------- | ------------- |
| Szerb               | 22938         | 22349         |
| Bosnyák             | 7086          | 1895          |
| Horvát              | 21952         | 2573          |
| Jugoszláv           | 3348          | 53            |
| Egyéb               | 1165          | 534           |
| Összesen            | 56489         | 27404         |

### A város népessége
| Nemzetiségi csoport | Népesség 1991 | Népesség 2013 |
| ------------------- | ------------- | ------------- |
| Szerb               | 4555          | 9667          |
| Bosnyák             | 5558          | 1219          |
| Horvát              | 4317          | 378           |
| Jugoszláv           | 2623          | 37            |
| Egyéb               | 695           | 329           |
| Összesen            | 17748         | 11631         |

## Története
A város északi szélén, egy dombtetőn az agyagrétegben őskőkori megmunkált kőszerszámokat találtak, mely arra utal, hogy itt már a legrégebbi idők óta éltek emberek.
Derventát a 16. században alapították. Több elmélet is létezik a név eredetéről. Egyesek úgy vélik, hogy a név a török derbent vagy dervent szóból származik, amely „szurdokot” vagy „erődöt” jelent, míg mások a perzsa darband szóból magyarázzák, melynek jelentése „zárt ajtó”, vagy átvitt értelemben „erőd”. A mai Derventa területét az oszmánok érkezése előtt ortodox és katolikus lakosság lakta. A hagyomány szerint az oszmánok érkezése előtt egy ortodox kolostor állt itt kőtemplommal, amelyet Dragutin István szerb király (1276-1316) adományaként építettek, de az oszmánok, amikor ideérkeztek, 1458 körül a kolostort lerombolták. Oszmán forrásokból tudjuk, hogy Gornja Ukrina faluban, mely a mai város helyén feküdt, 1600-ban kétszáztizenöt ház volt. (Donja Ukrina az Ukrina folyó bal partján húzódott, és az adatok arra utalnak, hogy ez a terület a mai Omeragići településnek, Derventa külvárosának felelt meg.)  Gornja és Donja Ukrina a Doboji náhijéhoz (járás) tartozott. 1575 elején Gornja és Donja Ukrina lakói hidat építettek az Ukrina folyón. A híd biztosította a kereskedelmi karavánok normális áthaladását délről északra és délről északra. Abban az időben a település nagyon fontos kereskedelmi útvonal volt a Tešanj — Doboj — Gornja Ukrina — Dubočac na Sava útvonalon. Adem Handžić történész szerint Gornja Ukrina a 16. század végére érte el a városiasodás fokát, és ekkor már kirajzolódtak a mai település körvonalai. Megbízható források támasztják alá, hogy Derventa már az 1716-os Bosznia elleni osztrák támadás előtt is létezett. A 19. századi adatok szerint Derventának négyzet alakú alaprajzú, két sánccal ellátott erődje volt. A külső sánc előtt egy kilenc méter széles árok húzódott. 8 tornya volt. Az erődbe két hídon keresztül lehetett bejutni. Az erőd belsejében volt a várparancsnok, a dizdar háza és egy kút. Az erőd Dobor várával együtt zárta le az akkoriban Dobojon át Szarajevóba vezető stratégiai útvonalat. 1688 szeptemberében Badeni Lajos vezette 3000 osztrák-magyar lovasság kelt át a Száván, és a derventai csatában legyőzte a boszniai pasa erőit. Huszonnyolc évvel később Bród várának parancsnoka, Petraš ezredes a szlavón krajisnikokkal átkelt a Száván, megszállta és lerombolta Derventát. A törökök a várat helyreállították, de az osztrák-magyar hadsereg 1890-ben végleg lerombolta.}} Derventa környéki falvakat 1834-ben a Jović pap vezette török elnyomás elleni parasztfelkelés rázta meg, amelyben a horvát és szerb parasztok közösen, „vállvetve” harcoltak a muszlimok által segített oszmán erők ellen. Részt vettek az 1875-1878-as bosznia-hercegovinai felkelésben is, amely Derventa régióját is érintette.
A település 1878-ig tartozott az Oszmán Birodalomhoz, ekkor a berlini kongresszus határozata alapján az Osztrák-Magyar Monarchia része lett. 1879-ben az első osztrák-magyar népszámlálás során a Derventi járáshoz tartozó településnek 798 háztartása, 2257 muszlim, 632 római katolikus, 306 ortodox és 30 izraelita lakosa volt. A 19. század végére Derventa már város volt. Az első általános iskola 1864-ben, a városi kórház pedig mintegy húsz évvel később kezdte meg működését. A 19. század végére már az első ipari üzemek is kiépültek. Épült egy gőzmalom, egy szövőmű, egy nyomda, egy vízellátó rendszer, és Derventán haladt át egy keskeny nyomtávú vasút, amely Bosanski Brodot és Szarajevót kötötte össze. A 20. század elejére Derventa már gazdag kereskedővárossá vált, és környékét akkoriban Bosznia egyik legtermékenyebb területének tartották számon.
1910-ben a Derventi járáshoz tartozó településen 1121 háztartást, 3055 muszlim, 1322 római katolikus, 726 ortodox és 58 görög katolikus, 62 evangélikus és 60 izraelita lakost találtak. Még az első világháború előtt Derventán középiskola, tanítóképző és mezőgazdasági iskola nyílt. A monarchia szétesésével 1918-ban előbb a Szerb-Horvát-Szlovén Királyság, majd 1929-től a Jugoszláv Királyság része lett. 1921-ben a Derventi járáshoz tartozó településnek 6176 lakosa volt, közülük 3058 muszlim, 1788 ortodox szerb, 1007 római katolikus, 203 izraelita, 54 görög katolikus és 65 evangélikus volt. Az 1929-es törvény értelmében, amikor Bosznia-Hercegovinát négy banovinára, Drinskára, Vrbaskára, Zetskára és Primorskára osztották, a település a Vrbaska banovina (Orbászi bánság) része lett, amelynek székhelye Banja Luka volt. 1939-ben a közigazgatás átszervezésével a Hrvatska banovina (Horvát Bánság) része lett.

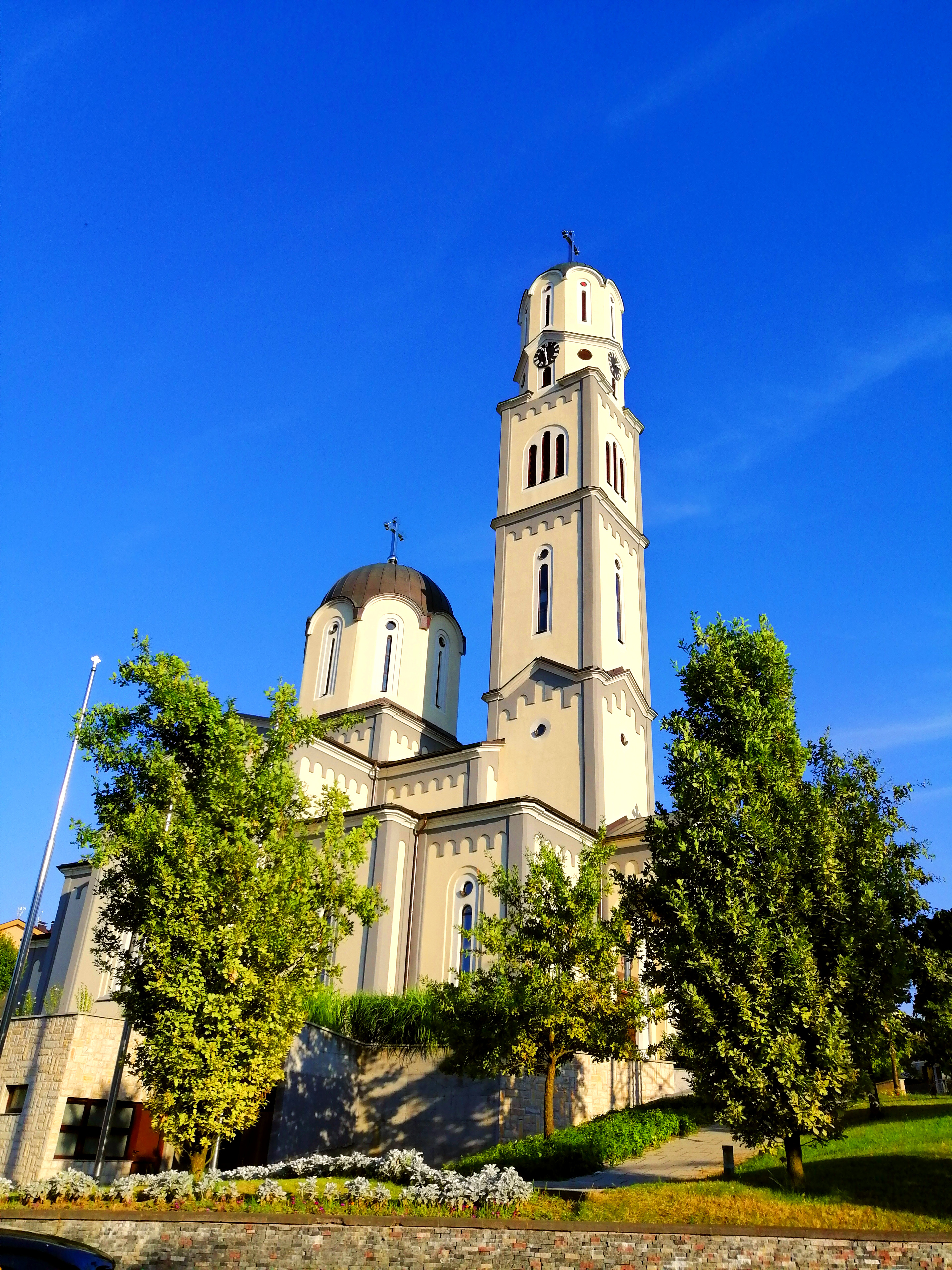
A Szűz Mária Mennybevétele Ortodox Székesegyház és Emléktemplom

A második világháborúban Jugoszlávia megszállása után a Független Horvát Állam (NDH) része lett. A második világháború után 1992-ig a település a szocialista Jugoszlávia keretében a Bosznia-Hercegovinai Népköztársaság része volt. Derventa az 1980-as években érte el fejlődésének csúcspontját, és Bosznia-Hercegovina legjelentősebb települései közé tartozott. A boszniai háború előtt a település 57 000 lakosából tizenhárom és fél ezren a textil-, bőr- és cipőiparban, a vaskohászatban és fémfeldolgozásban, a mezőgazdasági termelésben, az építőiparban, a grafikai iparban és egyéb támogató tevékenységekben dolgoztak. Derventa több, mint 17 000 lakosú volt, és utak kötötték össze az összes helyi közösségi központtal. A főbb utak a tágabb környék fontosabb központjaihoz és a szomszédos települések központjaihoz vezettek. Ez, földrajzi elhelyezkedésével együtt, különösen kényelmessé tette az áruk és az emberek áramlását, valamint a volt Jugoszlávia nagyobb regionális központjaival való gyors kommunikációt. 
A boszniai háborúnak a kezdetén a várost 1992 áprilisában horvát félkatonai alakulatok foglalták el. 1992 áprilisában az egykori JNA laktanyában fogolytábort létesítettek a fogságba esett szerbek számára. Még a „Korridor” hadművelet megkezdése előtt a Boszniai Szerb Köztársaság Hadseregének erői két alkalommal, 1992. május 2-án és 12-én megpróbálták visszafoglalni Derventát, de ezek a kísérletek kudarcot vallottak a térségben lévő jelentősen erősebb horvát erők miatt. A Derventáért folytatott csata két hétig tartott. A Boszniai Szerb Köztársaság Hadseregének erői végül 1992. július 4-én vonultak be Derventába. A háború után Derventát Vukovár után a volt Jugoszlávia legelpusztítottabb területének nyilvánították. A háború számos áldozatot és nagy pusztítást hozott. Szinte az egész település megrongálódott, néhány épület teljesen megsemmisült, és az üzemeket bezárták.
A boszniai háborút lezáró daytoni békeszerződés rendelkezése alapján az ország területét felosztották a Bosznia-hercegovinai Föderáció és a boszniai Szerb Köztársaság között. A békeszerződés utáni területmegosztási megállapodás értelmében a település a Boszniai Szerb Köztársasághoz került. A háború óta számos épületet építettek újjá, de még mindig vannak romok, amelyek tanúskodnak a Derventa környékén bekövetkezett nagy pusztításról. Közülük a legimpozánsabb a Derventa központjában található Áruház, amelyet a mai napig nem állítottak helyre. Jelenleg Derventa Bosznia-Hercegovina egyik legfejlettebb települése.

## Gazdaság
A község nagy részét érintő legutóbbi háborúban sok áldozat volt, és hatalmas mennyiségű anyagi javak pusztultak el vagy semmisültek meg. A közvetlen harci műveletekben a lakóépületek, ipari berendezések, különösen az „Ukrina” textilipari feldolgozó kapacitásai, valamint a mezőgazdasági anyagi javak nagy része megrongálódott vagy semmisült meg. Hiányos adatok szerint az anyagi háborús károkat több mint ötszázmillió dollárra becsülik. A katonai műveletek beszüntetése után, szerény saját anyagi képességekkel, megkezdődött a legfontosabb életfunkciók biztosításához szükséges létesítmények felújítása. Adományozók segítségével helyreállították a vízellátás, az elektromos és a PTT rendszerek egy részét, az iskolai létesítményeket, egy óvodát és egy egészségügyi központot, valamint a fontos helyi utak és autópályák nagy részét. A gazdasági kapacitások egy részét is beindították. Derventa háború előtti gazdasági kapacitásai, amelyek termelésének hatvan százalékát a külpiacra szánták, valamint a jelentős mezőgazdasági termelés, a jó közlekedési kapcsolatokkal és az emberi erőforrás-potenciállal együtt képezik a község gazdasági újjáépítésének és további fejlődésének alapját.

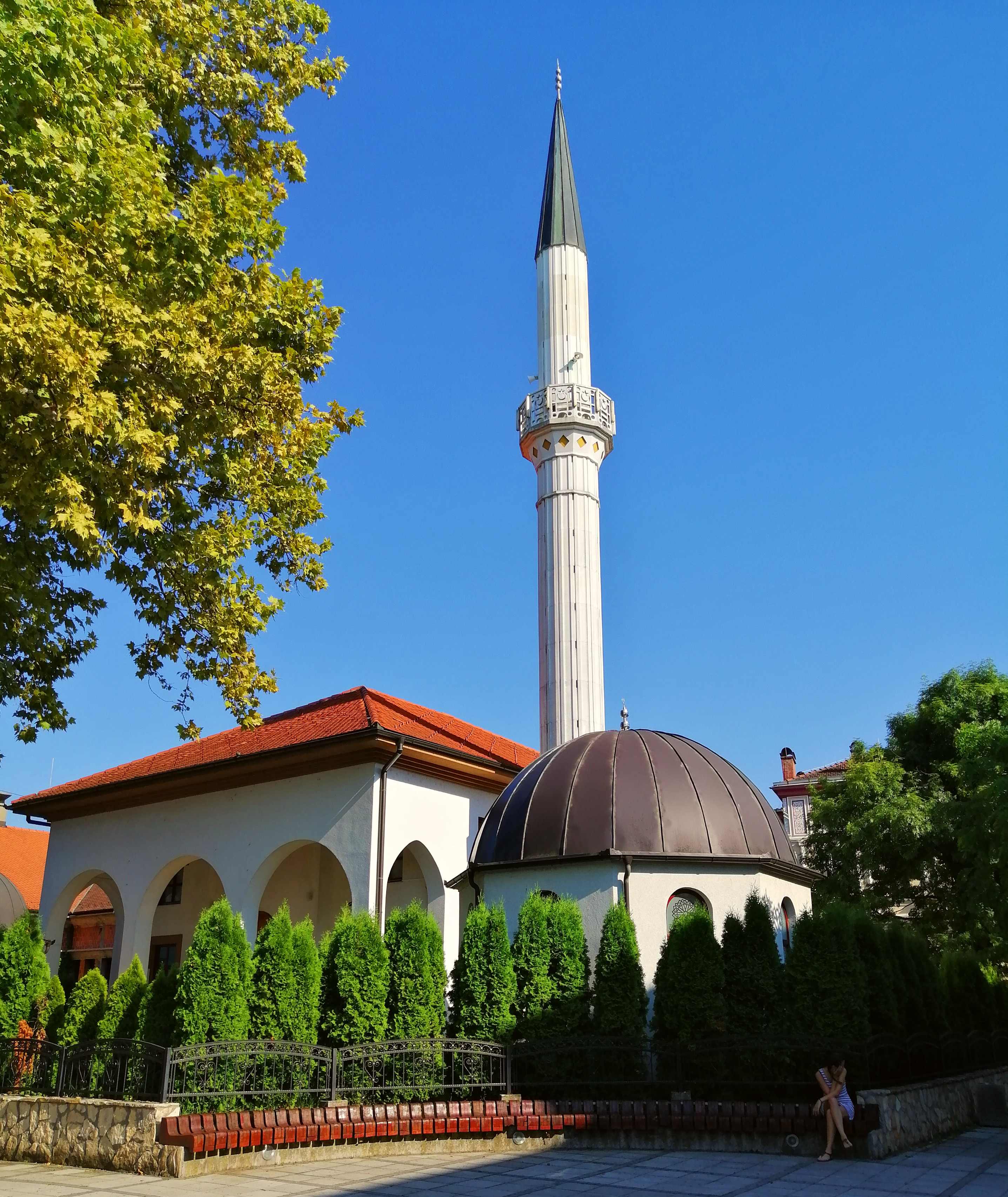
A Városi mecset épülete

A derventai gazdaságba való befektetések tekintetében különös figyelmet érdemel az „Ukrina”, amely kilencven éves hagyományokkal rendelkezik a szőtt és kötött kelmék gyártásában. 1991-ben ez a termelés elérte a 10 millió négyzetméter szövetet, emellett védőfelszereléseket, konyhai kiegészítőket és ágyneműt is gyártottak. A gyár 1800 munkást foglalkoztatott. Az Ukrinát azonban a háború pusztítása sújtotta a legjobban. A szövőmű teljesen megsemmisült, a fonó-, kikészítő- és ruhagyár pedig részben megrongálódott. A gyár jelenleg negyven embert foglalkoztat, védőruházatot és ágyneműt gyárt. Az „UNIS” csőgyár évi 40 ezer tonna csövet, csőelemet és késztermékeket gyártott. Jelenleg a gyár termelési kapacitásait 25 százalékban használják ki. Ez egyértelműen jelzi a gyárba való befektetési lehetőségeket, különösen a késztermékek terén, annál is inkább, mivel az UNIS termékek piaca létezik, és az emberi erőforrás-potenciál is megmaradt. A háború előtt a „DEMOS” Cipőgyár napi 15 000 pár cipőt gyártott, amelynek 90 százaléka exportra került. Ma a gyár kapacitásának 23 százalékán működik, és a termelés nagy részét külföldi partnereknek szánják. A létesítmények infrastruktúrája és emberi erőforrásai alapján további beruházások lehetővé tennék a termelés jelentős bővítését. További tőkére van szükség más derventai vállalatoknál is. Jelentős lehetőségek vannak a termelés növelésére és a termelési programok bővítésére a „Mehanika” Autóalkatrész Gyárban, a „Rad” Építőipari Vállalatnál, az „Iskra” Nyomdánál, a „Tehnorad” Fémszerkezetek és Berendezések Gyártásával, Összeszerelésével és Tervezésével Foglalkozó Vállalatnál, valamint számos más, egyre növekvő számú magánvállalatnál Derventában. 
A mezőgazdasági termelésbe, takarmánytermelésbe, vetőmag-feldolgozásba, hizlaló kapacitásba, tejfelvásárlásba és -feldolgozásba, vágóhídi kapacitásba és húsfeldolgozásba történő további beruházások jelentősen növelhetik a termelés volumenét, mivel az alapanyagok rendelkezésre állnak, és a termék elhelyezése biztosított. A település területén közel háromszáz minifarm található ötszáz tejelő tehén, tízezer húsmarha hizlalására és négyszázezer csirke nevelésére alkalmas telephelyen. Egyértelmű, hogy a mezőgazdaságban rendelkezésre álló kapacitások rendkívül nagyok, de kihasználatlanok. Derventa község földrajzi elhelyezkedése és természeti adottságai jelentős lehetőségeket kínálnak a vadászat és a falusi turizmus fejlesztésére. Az egész terület gazdag vadállományban, a Motajica lejtői pedig szarvasvadairól ismertek. A Derventán átfolyó tiszta és szennyezetlen Ukrina folyó halban gazdag, és a nyári hónapokban népszerű piknikezőhely a derventaiak számára.

## Kultúra
Derventa kulturális fejlődésének hordozója a „Derventa” Kulturális Központ. Az intézményt 2009-ben alapították, és a Jugoszláv Néphadsereg egykori otthonának épületében található. Az épületet a híres bosnyák építész, Ivan Štraus tervezte.Számos ünnepséget, rendezvényt, előadást, kiállítást, koncertet és hasonló rendezvényt szerveznek a Kulturális Központban.
Derventa első könyvtárát 1945-ben alapították, és 1992-ig, azaz a térségben dúló háború kezdetéig létezett. A Branko Radičević Nemzeti Könyvtárat 1994. július 11-én alapították, és egy osztrák–magyar kori épületben található.[55] Ugyanebben az épületben múzeum is található, az épületet pedig a Boszniai Szerb Köztársaság mozdíthatatlan kulturális javának nyilvánították.
A Derventski list, a Balkán második legrégebbi újságja, 1912 óta jelenik meg Derventában.

## Oktatás

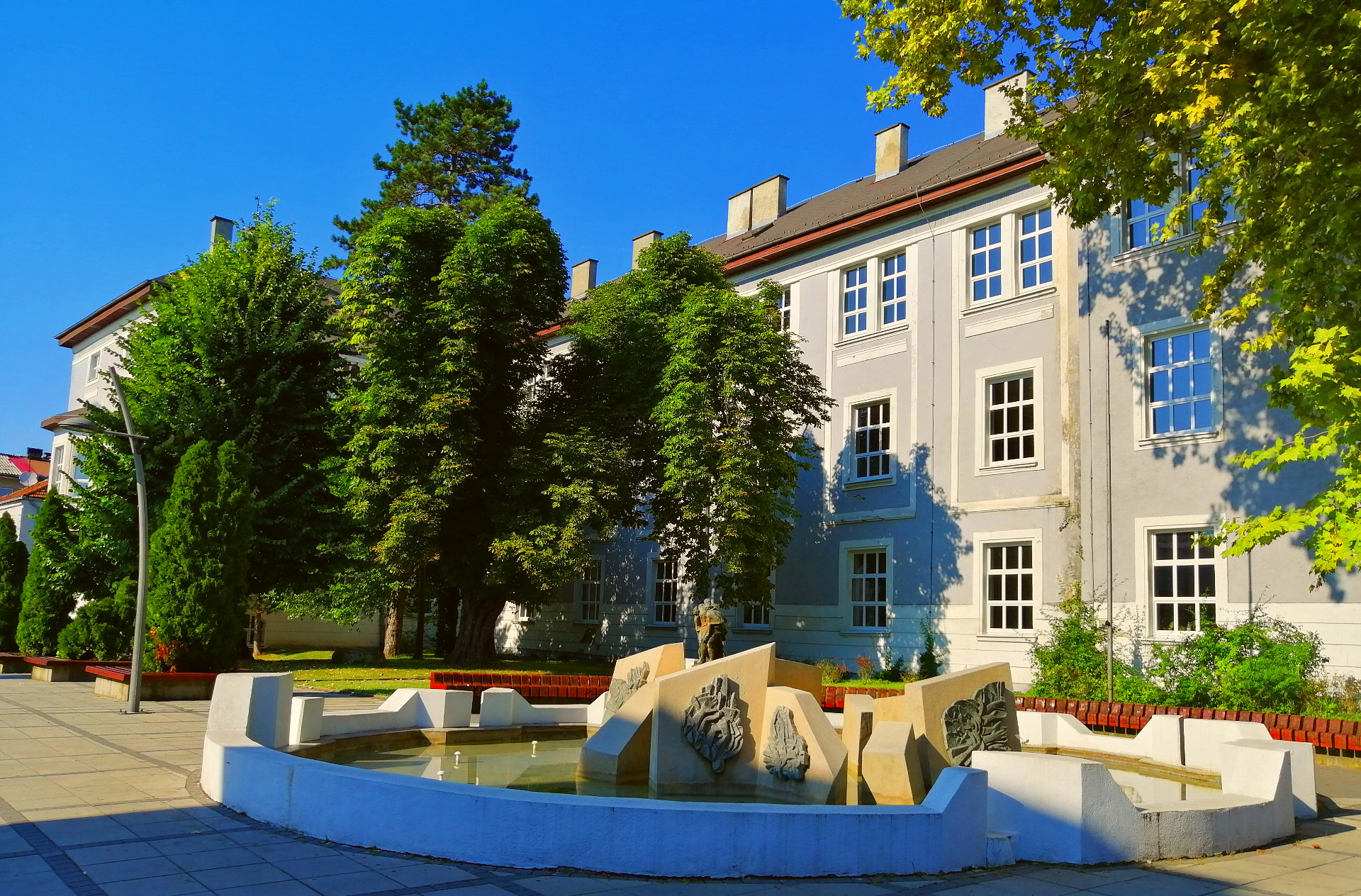
A Nikola Tesla Általános Iskola

Derventa legrégebbi általános iskolája a "Nikola Tesla" általános iskola. A derventai általános iskolába az első beiratkozás 1879-ben történt, és ezt az évet tekintjük az iskola fennállásának kezdetének. Az első tanár Franjo Tičak volt, aki ugyanebben az évben nyitotta meg az első nyilvános olvasótermet egy csoport polgár számára. A "Nikola Tesla" Általános Iskola 1914-ben költözött a jelenlegi, Felszabadulás téren található épületbe, összesen 126 tanulóval az első évfolyam három osztályában. Az Általános Zeneiskola 1969-ben nyílt meg. Az Általános Zeneiskola munkája a bosznia-hercegovinai háború alatt megszakadt, majd 1995. október 2-án nyitották meg újra zongora-, gitár- és szájharmonika tanfolyamokkal. A harmadik általános iskolát, az „Április 19.” Általános Iskolát 1978-ban alapították, és Derventa második világháborús felszabadításának napjáról kapta a nevét.
1947. október 1-jén Derventában megalapították a „Budućnost” nevű Fejlődési Fogyatékossággal Élő Gyermekek Központját. 2012. október 22-ig ez az intézmény „Budućnost” Vakok és Gyengénlátók Intézete néven működött. Az intézmény vak és gyengénlátó, valamint halmozottan fogyatékos tanulók általános és középiskolai oktatását és nevelését foglalja magában. Ezen intézményen kívül Derventában további két középiskolai intézmény működik: a "Mihajlo Pupin" Gimnázium Központ és a Derventai Szakképző és Műszaki Iskola. A "Mihajlo Pupin" középiskolai központot 1912-ben alapították Derventa Kis Reális Gimnáziumának néven. A szakképző és műszaki iskola 1992. november 16-án kezdte meg működését 380 diákkal, akik három szakmában és nyolc foglalkozásban tanultak.
Derventában két felsőoktatási intézmény található: a Banja Luka-i Egyetem Filozófiai Karának tanárképzője, amely 2010-ben nyílt meg, valamint a 2011-ben megnyílt „Prometheus” Alkalmazott és Jogtudományi Főiskola.

## Sport

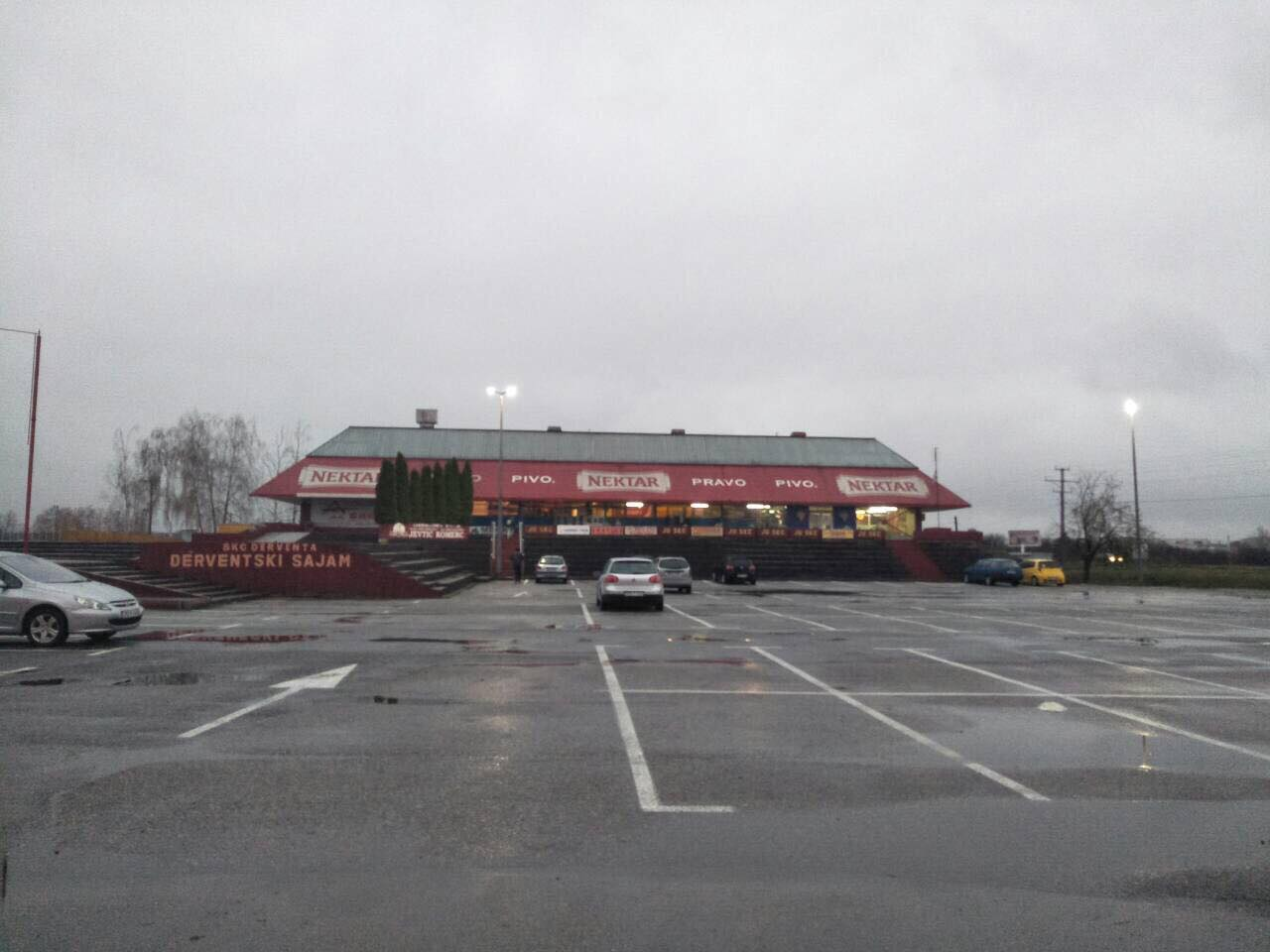
A Sport- és Kulturális Központ

- Derventa legnépszerűbb sportága a kézilabda, és a városnak nagy hagyományai vannak ebben a sportágban. Az RK Derventa 1947-ben alakult, és jelenleg a Bosznia-hercegovina-i Premier Ligában versenyez.

- Derventában klubszinten 1919 óta játsszák a labdarúgást, amikor megalapították az FK Dečkót. A második világháború után az FK Dečko és a háború utáni FK Tekstilac klub egy klubot alkotnak, amely a mai napig létezik. Az FK Tekstilac a Boszniai Szerb Köztársaság első ligájában játszik. Minden év decemberében labdarúgó-bajnokságot rendeznek a Sport- és Kulturális Központban.

## Nevezetességei
- Derventában két ortodox templom található: a városközpontban található Szűz Mária Mennybemenetele Székesegyház és Emléktemplom, valamint a jelenleg építés alatt álló Novi Naselje-i Úr Színeváltozása templom. A Boldogságos Szűz Mária Mennybemenetele templom az elmúlt háború összes áldozatának emlékműve. A templomot 1994 és 2010 között építették, és az elmúlt honvédő háborúkban elesett összes szerb katona emlékére állították.[39] Ez a templom Bosznia-Hercegovina legnagyobb ortodox temploma.

- A Felszabadulás téren található a Városi Mecset, amelyet Bosznia-Hercegovina nemzeti emlékhelyévé nyilvánítottak.[40]

- Derventa szűkebb központjában található a Dolnjačka-mecset is, amelyet Bosznia-Hercegovina nemzeti emlékművének is nyilvánítottak.[41]

- A „Nikola Tesla” általános iskola mellett, a Felszabadulás téren található a második világháborúban Derventa felszabadításáért elesett harcosok központi emlékműve, amely előtt minden évben koszorúkat helyeznek el a Felszabadulás Napján, április 19-én.[42]

- A Boszniai Szerb Köztársaság Hadserege elesett harcosainak szentelt központi emlékmű, amely előtt minden év augusztus 28-án megemlékezést tartanak.[43]

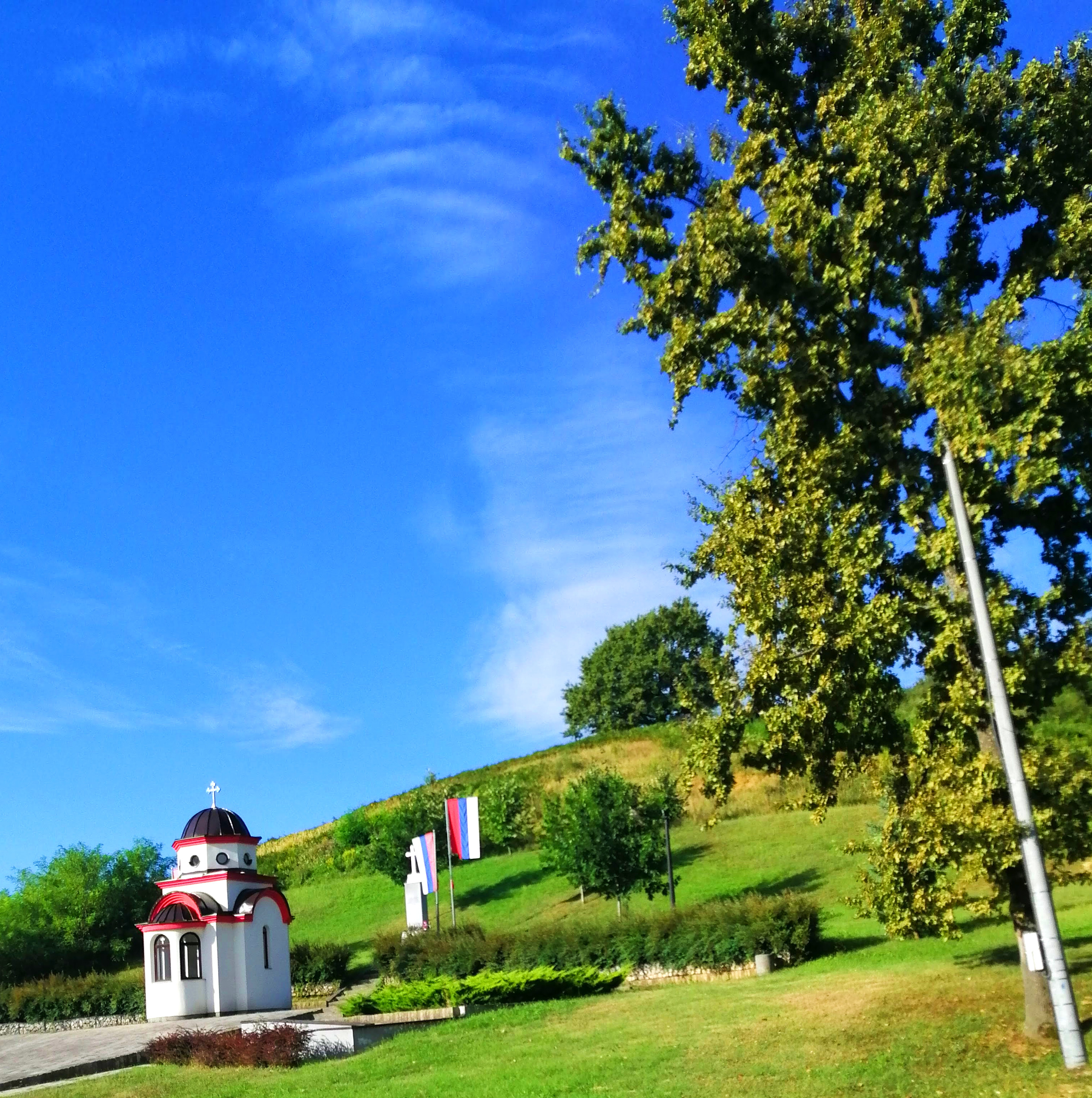
A čardaki emlékműegyüttes

- A „Čardak” emlékműkomplexum az azonos nevű külvárosban található. Az emlékművet 41 csardaki szerb szenvedésének emlékére emelték, akiket 1992-ben öltek meg ezen a településen. A horvát hadsereg és a félkatonai horvát-muzulmán egységek 1992. április 26-i, húsvéti támadása során 36 szerb halt meg a településen.[44]  Čardak más lakosait Poljariban, Rabićban és a JNA Otthonban lévő táborokba vitték. Az emlékmű azon a helyen található, ahol 19 meggyilkolt szerb holttestét a tömegsírba dobták.[44] Az emlékművet Vaszilije Kačavenda püspök szentelte fel 2012. július 7-én.[44]

- A Derventai vásár, vagy „Velikogospojini sabor” egy nemzetközi jellegű gazdasági és szórakoztató rendezvény. Bosznia-Hercegovina egyik legrégebbi rendezvényének tartják, és az egykori Jugoszlávia területének egyik legnagyobb vására. A vásárt minden évben augusztus 28-án, Szűz Mária ünnepnapján rendezik meg, amely egyben Derventa város ünnepe is.[45]

- Čardak – őskőkori régészeti lelőhely a város északi peremén.[4]

## Fordítás
- Ez a szócikk részben vagy egészben  a   Derventa című bosnyák Wikipédia-szócikk ezen változatának fordításán alapul.  Az eredeti cikk szerkesztőit annak laptörténete sorolja fel. Ez a jelzés csupán a megfogalmazás eredetét és a szerzői jogokat jelzi, nem szolgál a cikkben szereplő információk forrásmegjelöléseként.
- Ez a szócikk részben vagy egészben  a(z)   Дервента című szerb Wikipédia-szócikk ezen változatának fordításán alapul.  Az eredeti cikk szerkesztőit annak laptörténete sorolja fel. Ez a jelzés csupán a megfogalmazás eredetét és a szerzői jogokat jelzi, nem szolgál a cikkben szereplő információk forrásmegjelöléseként.